# Tania Bertan
Tania Bertan (Bolzano, 20 agosto 1980) è un'ex cestista italiana.
Ala di 182 cm, ha giocato in Serie A1 con il Basket Club Bolzano e il Libertas Trogylos Basket.

## Carriera

### Con i Club
All'età di 14 anni a far parte del roster del Basket Club Bolzano, con cui gioca per 11 stagioni consecutive. Nel 2005/06 veste la casacca dell'Acquario Palestrina.
Nell'estate del 2008, contemporaneamente alla convocazione per l'All Star Game tenutosi ad Alcamo, decide di lasciare la sua città natale per trovare una rivincita sportiva. Passa quindi alla Ginnastica Triestina, società che punta a festeggiare il 150º anno della sua fondazione nella massima serie. Viene riconfermata per la stagione successiva ed è un elemento fondamentale della squadra.
Giunge a Priolo nell'agosto 2010 insieme a Zorica Mitov, segnalata dall'ex compagna di squadra Vanesa Avaro.
Da gennaio 2012, passa all'Olympia Reggio Calabria in Serie B
 dove è essenziale per il raggiungimento della Serie A2
. Nel 2013-2014 passa alla Carpedil Salerno.

## Statistiche

### Presenze e punti nei club
Statistiche aggiornate al 30 giugno 2014
| Stagione        | Squadra                   | Competizione | Partite | Partite | Partite | Statistiche tiro | Statistiche tiro | Statistiche tiro | Altre statistiche | Altre statistiche | Altre statistiche | Altre statistiche | Altre statistiche |
| Stagione        | Squadra                   | Competizione | Pres.   | Titol.  | Minuti  | Tiri da 2        | Tiri da 3        | Liberi           | Rimb.             | Assist            | Rubate            | Stopp.            | Punti             |
| --------------- | ------------------------- | ------------ | ------- | ------- | ------- | ---------------- | ---------------- | ---------------- | ----------------- | ----------------- | ----------------- | ----------------- | ----------------- |
| 2004-2005       | Profexional Bolzano       | Serie A1     | 30      |         | 336     | 16/52            | 4/13             | 11/14            | 39                | 6                 | 12                | 0                 | 55                |
| 2005-2006       | Acquario Palestrina       | Serie A2     | 29      | 4       | 363     | 22/57            | 2/6              | 22/30            | 62                | 0                 | 28                | 1                 | 87                |
| 2006-2007       | Basket Club Bolzano       | Serie A2     | 30      | 28      | 821     | 82/95            | 2/11             | 78/111           | 154               | 22                | 45                | 9                 | 274               |
| 2007-2008       | Lenzi Profexional Bolzano | Serie A2     | 30      | 26      | 814     | 105/228          | 11/28            | 78/122           | 210               | 27                | 36                | 7                 | 321               |
| 2008-2009       | Ginnastica Triestina      | Serie B1     | 11      | 11      | 330     | 48/96            | 5/14             | 33/52            | 98                | 4                 | 22                | 4                 | 144               |
| 2009-2010       | Ginnastica Triestina      | Serie B1     | 2       | 2       | 36      | 6/17             | 3/7              | 5/8              | 8                 | 0                 | 2                 | 0                 | 26                |
| 2010-2011       | Erg Priolo                | Serie A1     | 2       | 0       | 4       | 0                | 0                | 0                | 0                 | 0                 | 0                 | 0                 | 0                 |
| '11-gen. '12    | Erg Priolo                | Serie A1     | 3       | 1       | 40      | 1/3              | 0/1              | 0                | 4                 | 0                 | 2                 | 0                 | 2                 |
| gen. '12-'12    | Olympia Reggio Calabria   | Serie B      |         |         |         |                  |                  |                  |                   |                   |                   |                   |                   |
| 2012-2013       | Olympia Reggio Calabria   | Serie A2     | 21      | 20      | 605     | 43/124           | 31/95            | 53/68            | 104               | 4                 | 39                | 2                 | 232               |
| 2013-2014       | Carpedil Salerno          | Serie A2     | 22      | 21      | 685     | 34/72            | 11/56            | 38/52            | 110               | 14                | 20                | 8                 | 139               |
| Totale carriera |                           |              |         |         |         |                  |                  |                  |                   |                   |                   |                   |                   |